# James Foley (biskup)
James Foley (ur. 19 lipca 1948 w Brisbane) – australijski duchowny rzymskokatolicki, biskup diecezjalny Cairns w latach 1992–2022.

## Życiorys
7 sierpnia 1973 uzyskał święcenia kapłańskie w swojej rodzinnej archidiecezji Brisbane. Udzielił mu ich ówczesny arcybiskup metropolita Brisbane Francis Roberts Rush. 16 lipca 1992 papież Jan Paweł II mianował go biskupem Cairns. Sakry udzielił mu 21 sierpnia 1992 jego poprzednik na tej stolicy biskupiej, arcybiskup Brisbane John Bathersby. 21 sierpnia 2022 papież Franciszek przyjął jego rezygnację z funkcji biskupa diecezjalnego.